# 大田湾体育场
大田湾体育场，或称为“大田湾体育馆”，位于重庆市渝中区大田湾地区。

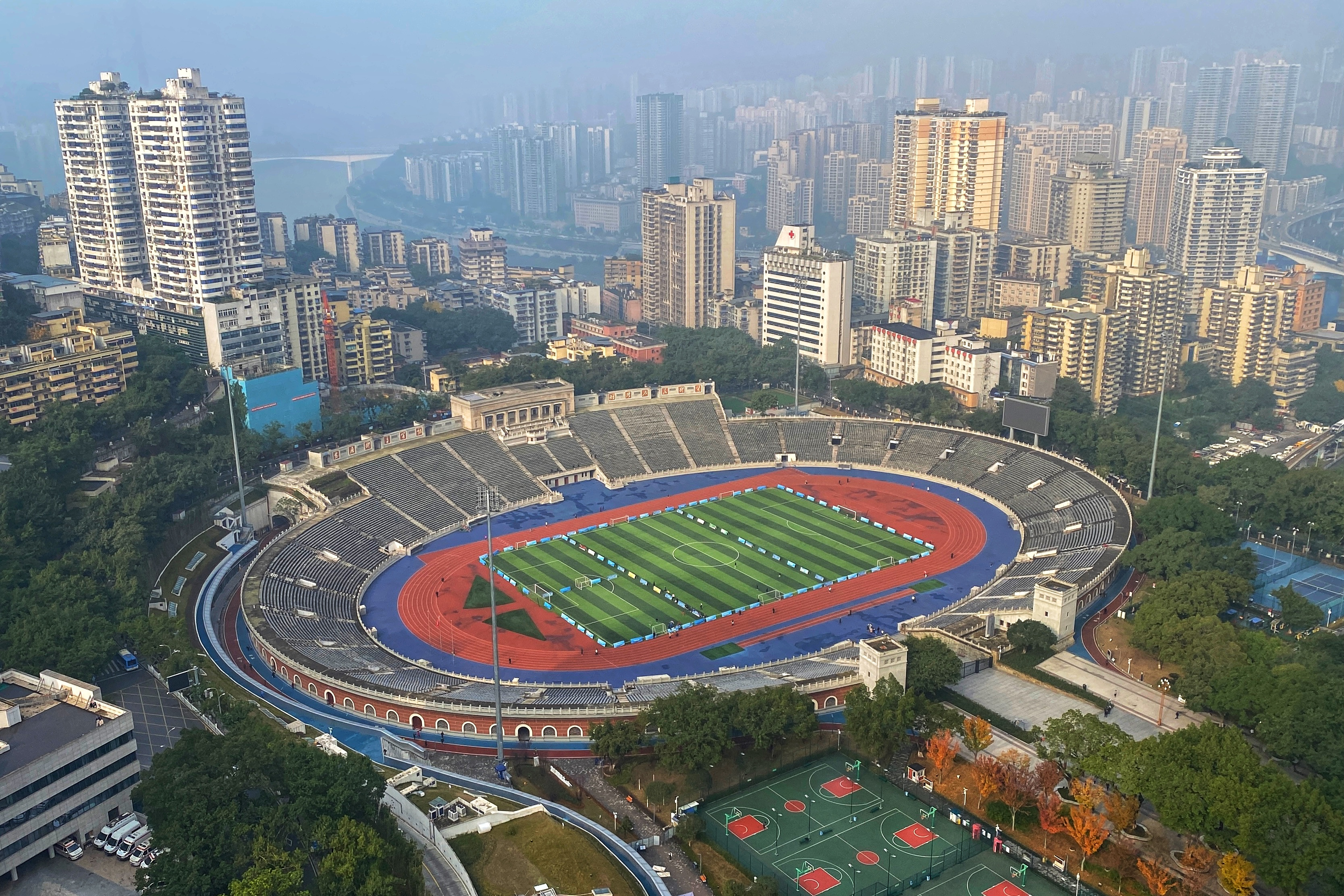
俯瞰大田灣體育場

## 历史
1951年由贺龙主持修建，1956年5月竣工，占地约12万平方米，为中国第一座现代意义上的综合体育场。2009年12月15日列為第二批重慶市文物保護單位。
体育场设有标准足球场和标准400米塑胶跑道田径场，看台可容纳观众4.5万人。足球场外另建有体操房、乒乓球房、篮球馆、排球馆、游泳馆、沙地足球场。习惯上讲，大田湾体育场还包括建于1942年的中国第一座跳伞塔。塔下原为沙地，后改为儿童游泳场。
大田湾体育场的足球场曾经一直是重庆力帆及其前身的主场。